# Boglár Lajos

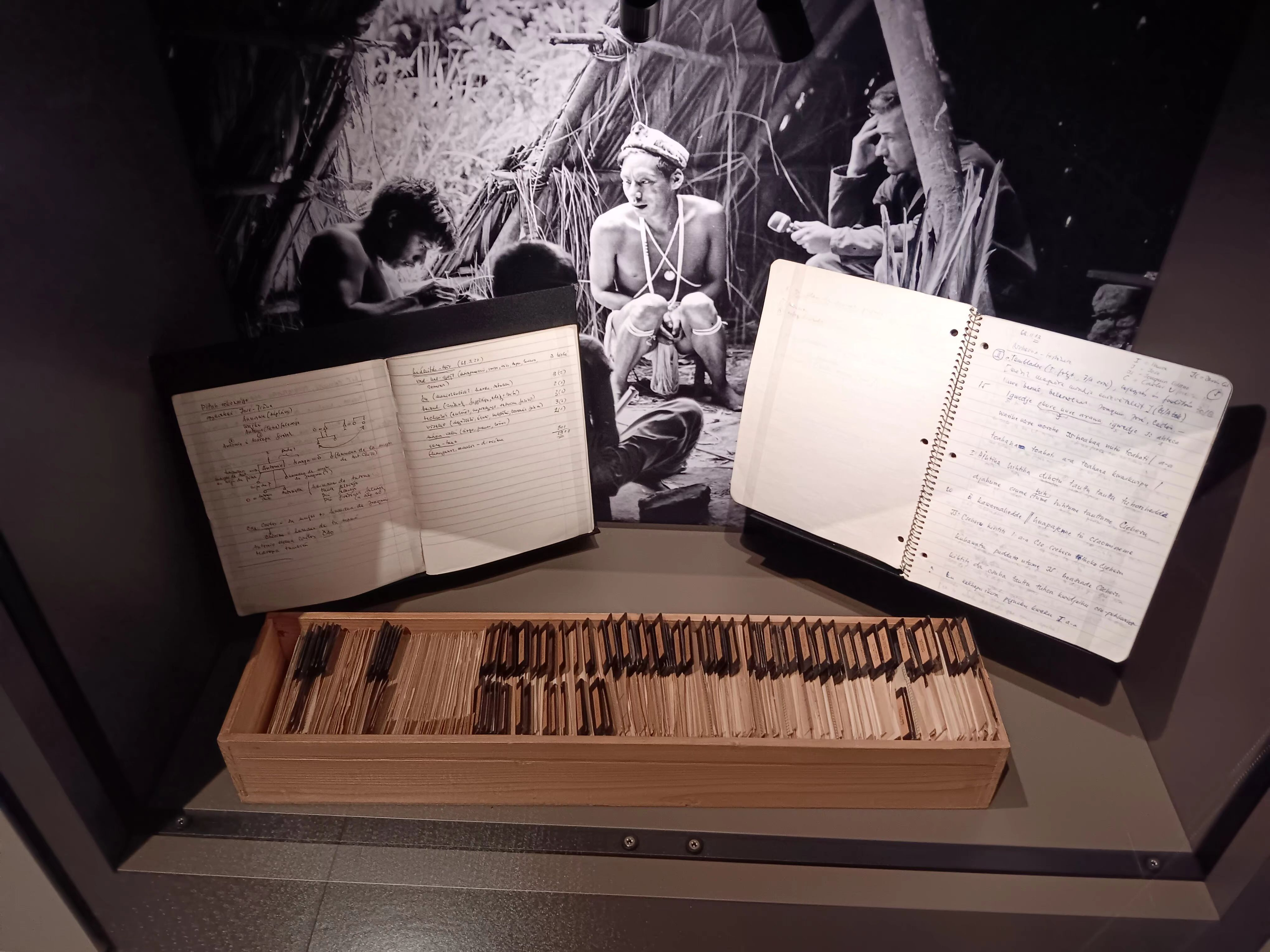
Boglár Lajos kutatási jegyzetei

Boglár Lajos (álnév: Belovits) (São Paulo, Brazília, 1929. december 27. – 2004. szeptember 23.) magyar etnológus, kulturális antropológus.

## Élete
Boglár Lajos Brazíliában született 1929. december 27-én Boglár Lajos és Rátz Anna gyermekeként.
Egyetemi tanulmányait az Eötvös Loránd Tudományegyetem Bölcsészettudományi Karán végezte 1948–1953 között, etnológia-ősrégészet szakon, ahol Vajda László (etnológus) tanítványa volt.
1942-ig élt Brazíliában. 1953–1979 között a Néprajzi Múzeumban muzeológus, majd a Nemzetközi Osztály vezetője volt. 1979-ben a Magyar Tudományos Akadémia tudományos főmunkatársa, az Eötvös Loránd Tudományegyetem Bölcsészettudományi Kar docense, a Kulturális Antropológiai szakcsoport vezetője volt. 1989-től a Magyar Latinamerikanisták Társaságának alelnöke volt. A Revindi és a Szimbiózis című szaklapot szerkesztette. A Brazil–Magyar Társaság elnöke volt.
9 európai múzeum őrzi gyűjteményeit, állandó kiállítása Tatabányán látható. Több dokumentumfilmet készített.

## Magánélete
1966-ban vette feleségül Horváth Évát. Két gyermekük született; Andrea (1967) és Gábor (1969). Unokái: Galambos Sámuel (2003), Jusztin (1995).

## Expedíciói
- 1959-ben nambikuara indiánok (Brazília)
- 1967–1968 között és 1974-ben piaroák törzse (Venezuela)
- 1979–1988 között guaraní és kajapó indiánok (Brazília)
- 1991–1997 között wajana indiánok (Francia Guyana)
- 1998-ban botokudo indiánok (Brazília)

## Művei
- Opuscula ethnologica memoriae Ludovici Biró sacra; szerk. Bodrogi Tibor, Boglár Lajos; Akadémiai, Bp., 1959
- Trópusi indiánok között. Brazíliai útijegyzetek; Gondolat, Bp., 1966 (Világjárók)
- Wahari. Az őserdei kultúra; Gondolat, Bp., 1978
- Ősök – istenek. Nyugat-Afrika művészete. Kiállítás. Talat Benler, a Török Köztársaság magyarországi nagykövetének magángyűjteményéből. Tata, Kuny Domokos Múzeum, 1979 március–április; rend. Bodrogi Tibor, Horváth Ferenc, katalógus szerk. Boglár Lajos; Kuny Domokos Múzeum, Tata, 1979 (A Kuny Domokos Múzeum kiállításai)
- Urai Erika–Boglár Lajos: Hogyan laknak?; Móra, Bp., 1979 (angolul, oroszul is)
- Boglár Lajos–Bognár András: Ferenc X. Éder's description of Peruvian missions from the 18th century, 1-3.; ELTE, Bp., 1981–1986
- Wahari. Eine südamerikanische Urwaldkultur (Wahari. Az őserdei kultúra); németre ford. Heinrich Weissling; Kiepenheuer, Leipzig–Weimar, 1982
- Indián művészet Mexikótól Peruig; fotó Kovács Tamás; Corvina, Bp., 1983 (angolul, lengyelül, németül, spanyolul is)
- Indián művészet. Az ELTE Latin-Amerika Munkacsoportjának konferenciája. 1983. április 13.; szerk. Boglár Lajos; ELTE, Bp., 1983 (Folklore today)
- Kultúrák sorsa a fejlődő világban; szerk. Boglár Lajos; MTA Orientalisztikai Munkaközösség, Bp., 1985 (Történelem és kultúra)
- Fejezetek a hagyományos amerikai kultúra történetéből; ELTE, Bp., 1987 (Folklore today)
- Mariweka. Piaroa indián mítoszok és mesék; gyűjtötte, válogatta és fordította, az utószót és a jegyzeteket írta Boglár Lajos, Europa, Bp., 1987 (Népek meséi)
- Emlékkiállítás Amerika felfedezésének 500. évfordulója alkalmából. Válogatás Boglár Lajos magángyűjteményéből. A Tapolcai Galéria kiállítása; rend. Boglár Lajos, katalógusszöveg Boglár Lajos, Törőcsik Zoltán, szerk. Törőcsik Zoltán; Városi Múzeum, Tapolca, 1992
- Vallás és antropológia. Bevezetés; ELTE BTK, Bp., 1995
- Mítosz és kultúra. Két eset; ELTE BTK, Bp., 1996
- Nekrei. Federkunst der Indianer Brasiliens. Die Sammlung Rheinnadel; Ludwig Forum–; Rheinnadel GmbH, Aachen, 1998
- Boglár Lajos–Kovács Katalin: Magyar hagyományalkotás Brazíliában; MTA PTI Etnoregionális Kutközpont, Bp., 1999 (MTA PTI Etnoregionális Kutatóközpont dokumentum-füzetek)
- Pau brasil. Őslakók és bevándorlók; Masszi, Bp., 2000 (Napút könyvek)
- A kultúra arcai. Mozaikok a kulturális antropológia köréből; Napvilág, Bp., 2001 (Társtudomány)
- Még találkozunk!; Kovács Nóra et al.; Nyitott Könyvműhely–Szimbiózis Alapítvány, Bp., 2004
- A tükör két oldala. Bevezetés a kulturális antropológiába; többekkel; Nyitott Könyvműhely, Bp., 2005
- A sámán nyaklánca. Indián kultúrák; Nyitott Könyvműhely, Bp., 2010

## Dokumentumfilmjei
- Asszonyfarsang
- Bödönhajó
- A piaroák világa (1968)
- A sámán nyaklánca (1968)
- L'Indien (1974)
- Wayana útinapló (1991–1996)
- Magyarok Brazíliában (1997)

## Díjai, kitüntetései
- A néprajztudományok kandidátusa (1969)
- A szociológiai tudományok doktora (1999)
- A Soros-alapítvány alkotói díja (1999)

## Külső hivatkozások
- Index.hu
- Origó.hu
- Életrajza a Mindentudás Egyetem honlapján
- Boglár Lajos a PORT.hu-n (magyarul)